# Scientific Committee on Problems of the Environment
Das Scientific Committee on Problems of the Environment (Akronym: SCOPE; dt. Wissenschaftliches Komitee für Umweltprobleme) wurde 1969 vom Internationalen Wissenschaftsrat (ICSU) gegründet. Derzeitiger Präsident ist der Norweger Jon Samseth.
Das SCOPE ist ein interdisziplinäres Gremium, das sich mit globalen Umweltfragen beschäftigt. Ein weltweites Netzwerk von Natur- und Sozialwissenschaftlern und entsprechenden Institutionen bewertet wissenschaftliche Erkenntnisse zu aktuellen und potentiellen Umweltfragen. Schon 1976 verfasste SCOPE einen Bericht im Auftrag der ICSU, in dem vor einer starken Steigerung des Kohlendioxid-Gehalts in der Atmosphäre und den daraus resultierenden Umweltschäden gewarnt wurde.